# 大尼茲吉爾齊
49°53′21″N 28°41′21″E / 49.88917°N 28.68917°E
大尼茲吉爾齊（烏克蘭語：Великі Низгірці），是烏克蘭的村落，位於該國北部日托米爾州，由別爾季切夫區負責管轄，面積3.14平方公里，海拔高度261米，2001年人口879，人口密度每平方公里279.58人。